# 1032 км (зупинний пункт)
1032 кіломе́тр — пасажирська зупинна залізнична платформа Лиманської дирекції Донецької залізниці.
Розташована на північному заході м. Слов'янськ, Краматорський район, Донецької області на лінії Слов'янськ — Лозова між станціями Слов'янськ (1 км) та Шидловська (11 км).
Станом на початок 2016 р. через платформу слідують приміські електропоїзди, проте не зупиняються.